# Delta2 Chamaeleontis
Título a ser usado para criar uma ligação interna é Delta2 Chamaeleontis.
Delta2 Chamaeleontis (26 Chamaeleontis) é uma estrela na direção da constelação de Chamaeleon. Possui uma ascensão reta de 10h 45m 47.14s e uma declinação de −80° 32′ 24.7″. Sua magnitude aparente é igual a 4.45. Considerando sua distância de 363 anos-luz em relação à Terra, sua magnitude absoluta é igual a −0.79. Pertence à classe espectral B2.5IV.